# Montana (canción de Frank Zappa)
"Montana" es una canción compuesta por Frank Zappa para su LP de 1973 Over-Nite Sensation. La última pista del álbum es una de las composiciones más famosas y renombradas de Zappa. Cuenta con voces de acompañamiento de Tina Turner y The Ikettes a lo largo de toda la pista, especialmente en las secciones intermedia y final.

## Estructura de la canción
La estructura de "Montana" es "intro-versos-coro-solo-medio-sección-versos-outro." Las letras, cantadas por Zappa de manera humorística, hablan de una persona que decide ir a Montana para cultivar "una cosecha de hilo dental", montando un poni llamado "Mighty Little". Sueña con convertirse en un "magnate de la seda dental" al comercializarlo. Los versos están llenos de una pronunciación seudoranchera y están destinados a ser muy alegres.
Al minuto 1:55, justo después del coro, Zappa toca un largo solo de guitarra. Luego hay una sección media compleja con voces (interpretada por Tina Turner y The Ikettes, sin acreditar) respaldada por percusión, cantando algunos de los versos. Zappa sigue cantando los últimos versos y finalmente está la coda, donde la línea del coro ("Moving to Montana soon...", cantada por Tina Turner y The Ikettes) es repetida constantemente y contestada por un agudo "Yippy- Aye-O-Ty-Ay "(cantado por Kin Vassy). Esto continúa hasta que se desvanece hacia la marca de seis minutos y medio.
De las armonías de The Ikettes, Zappa más tarde dijo: "Fue muy difícil, que una parte en medio de la canción "Montana", que las tres chicas habían ensayado durante un par de días... Sólo esa sección... ¿Sabes la parte que va "I'm pluckin' the ol' dennil floss..."? Justo en el centro. Y uno de las cantantes de armonía lo consiguió primero. Ella salió y cantó su parte y las otras chicas tuvieron que seguir su pista. Tina estaba tan contenta de que fuera capaz de cantar eso que entró en el siguiente estudio donde Ike estaba trabajando y lo arrastró al estudio para que escuchase el resultado de su trabajo. Escuchó la cinta y dijo: -¿Qué es esta mierda? Y salimos"

## Vivo
"Montana" rápidamente se convirtió en uno de los temas favoritos de los aficionados y se interpretó a menudo en las actuaciones, especialmente durante las giras de 1973-1975, 1982, 1984 y 1988. En el escenario, Zappa a menudo alteraba la letra de la canción y a veces incluso la estructura, a veces en gran medida. La versión que aparece en You Can't Do That en Stage Anymore, vol. 2, ( "Whipping Floss") es un ejemplo de esto. Antes de que comience la canción, un fan les pide que toquen la canción de The Allman Brothers Band "Whipping Post". Frank juega con la audiencia, que no conoce la melodía. Zappa (después un par de bromas con el individuo y la audiencia) elige tocar "Montana" en su lugar, sin embargo altera la letra, que más adelante obliga a George Duke y a Napoleon Murphy Brock a prestar atención con los coros (y buscan a tientas una parte). Mientras tanto, al comienzo de la canción, la banda comienza a tocar muy rápido, lo que hace que Ruth Underwood y Chester Thompson se tropiecen con el drum fill, lo que lleva a más bromas del resto de la banda. El final de la canción es un solo de guitarra muy largo, que en alrededor de 9:55 minutos se convierte en algún tipo de funk jam, y finalmente sigue con una versión corta de "Big Swifty".

## Otro
La canción (con el solo editado) fue la cara B de "I'm the Slime" (1973) y muchos años después se puso en la compilación Strictly Commercial.